# Cristiano III di Oldenburg
Cristiano III di Oldenburg (in tedesco: Christian III von Oldenburg; Oldenburg, XIII secolo – Oldenburg, 1285) è stato un nobile tedesco, conte di Oldenburg. 
I suoi genitori erano Giovanni I di Oldenburg e Richeza (Rixa) di Hoya-Stumpenhausen.

## Biografia
Cristiano III fu menzionato per la prima volta in un documento nel 1269 come Dei gratia arriva ad Aldenborch. Dal 1272, suo fratello Ottone II di Oldenburg appare come vice-sovrano. Durante i primi anni del suo regno, i ministeriali, guidati dal cavaliere Robert di Westerholt, si ribellarono. I ribelli sono riusciti a invadere la città di Oldenburg. Cristiano, che stava ancora difendendo il castello di Oldenburg, diede fuoco alla città, così che gli aggressori non furono lasciati né cibo né riparo e dovettero ritirarsi. Cristiano III li inseguì e li sconfisse in modo decisivo nella battaglia della palude di Tungeler. Robert di Westerholt e altri nobili ribelli furono fatti prigionieri. La cronaca di Rasted descrive la sua vittoria in grande dettaglio. Nelle fonti contemporanee, Christian è descritto come amante della pace ("... i contadini vivevano in pace e completa tranquillità") e amichevole verso la chiesa. Era pio e sapeva anche come godersi la vita ("... amava un buon vino"). Ha sposato Jutta di Bentheim ed insieme hanno avuto tre figli:
- Giovanni II di Oldenburg
- Otto di Oldenburg e Brema divenne arcivescovo di Brema nel 1344

## Ascendenza
|                               |   |                               | Genitori |  |  | Nonni |  |  | Bisnonni                |  |  | Trisnonni                |  |
|                               |   |                               |          |  |  |       |  |  | Maurizio I di Oldenburg |  |  | Cristiano I di Oldenburg |  |
|                               |   |                               |          |  |  |       |  |  | Maurizio I di Oldenburg |  |  | Cristiano I di Oldenburg |  |
|                               |   | Cunegonda di Versfleth        |          |  |  |       |  |  | Maurizio I di Oldenburg |  |  |                          |  |
| Cristiano II di Oldenburg     |   |                               |          |  |  |       |  |  | Maurizio I di Oldenburg |  |  |                          |  |
|                               |   | Salomè di Hochstaden-Wickrath | …        |  |  |       |  |  |                         |  |  |                          |  |
|                               |   | Salomè di Hochstaden-Wickrath | …        |  |  |       |  |  |                         |  |  |                          |  |
|                               |   | Salomè di Hochstaden-Wickrath | …        |  |  |       |  |  |                         |  |  |                          |  |
| Giovanni I di Oldenburg       |   | Salomè di Hochstaden-Wickrath |          |  |  |       |  |  |                         |  |  |                          |  |
|                               |   | Arnold di Altena-Isenburg     | …        |  |  |       |  |  |                         |  |  |                          |  |
|                               |   | Arnold di Altena-Isenburg     | …        |  |  |       |  |  |                         |  |  |                          |  |
|                               |   | Arnold di Altena-Isenburg     | …        |  |  |       |  |  |                         |  |  |                          |  |
| Agnese di Altena-Isenburg     |   | Arnold di Altena-Isenburg     |          |  |  |       |  |  |                         |  |  |                          |  |
|                               |   | …                             | …        |  |  |       |  |  |                         |  |  |                          |  |
|                               |   | …                             | …        |  |  |       |  |  |                         |  |  |                          |  |
|                               |   | …                             | …        |  |  |       |  |  |                         |  |  |                          |  |
| Cristiano III di Oldenburg    |   | …                             |          |  |  |       |  |  |                         |  |  |                          |  |
|                               | … | …                             |          |  |  |       |  |  |                         |  |  |                          |  |
|                               | … | …                             |          |  |  |       |  |  |                         |  |  |                          |  |
|                               | … | …                             |          |  |  |       |  |  |                         |  |  |                          |  |
| Enrico II di Hoya             | … |                               |          |  |  |       |  |  |                         |  |  |                          |  |
|                               |   | …                             | …        |  |  |       |  |  |                         |  |  |                          |  |
|                               |   | …                             | …        |  |  |       |  |  |                         |  |  |                          |  |
|                               |   | …                             | …        |  |  |       |  |  |                         |  |  |                          |  |
| Richeza di Hoya-Stumpenhausen |   | …                             |          |  |  |       |  |  |                         |  |  |                          |  |
|                               |   | …                             | …        |  |  |       |  |  |                         |  |  |                          |  |
|                               |   | …                             | …        |  |  |       |  |  |                         |  |  |                          |  |
|                               |   | …                             | …        |  |  |       |  |  |                         |  |  |                          |  |
| …                             |   | …                             |          |  |  |       |  |  |                         |  |  |                          |  |
|                               |   | …                             | …        |  |  |       |  |  |                         |  |  |                          |  |
|                               |   | …                             | …        |  |  |       |  |  |                         |  |  |                          |  |
|                               |   | …                             | …        |  |  |       |  |  |                         |  |  |                          |  |
|                               |   | …                             |          |  |  |       |  |  |                         |  |  |                          |  |